# Onophas
Onophas is een geslacht van vlinders van de familie dikkopjes (Hesperiidae), uit de onderfamilie Hesperiinae.

## Soorten
- O. columbaria (Herrich-Schäffer, 1870)
- O. chlorocephala (Godman, 1900)
- O. watsoni Bell, 1930